# Saint-Michel-de-Llotes
Saint-Michel-de-Llotes en francés y oficialmente, Sant Miquel de Llotes en catalán, es una localidad y comuna francesa, situada en el departamento de Pirineos Orientales en la región de Languedoc-Rosellón y comarca histórica del Rosellón. 
A sus habitantes se les conoce por el gentilicio de Saint-Michelans en francés o miquelenc, miquelenca en catalán.

## Demografía
| 231 | 237 | 182 | 205 | 219 | 269 |
| Para los censos de 1962 a 1999 la población legal corresponde a la población sin duplicidades (Fuente: INSEE [Consultar]) |     |     |     |     |     |

## Lugares de interés
- Dolmens
- Museo de la agricultura catalana